# رشته‌کوه اولاخان-چیستای
رشته‌کوه اولاخان-چیستای (روسی: Улахан-Чистай) یک رشته‌کوه در استان یاقوتستان کشور روسیه است.